# Eunome
Eunome ou Eunomius (latin : Eunomius Cyzicenus), mort vers 395, est une personnalité du christianisme ancien du IVe siècle, originaire de Cappadoce qui fut évêque de Cyzique. Il était tenant du courant anoméen de l'arianisme. Ses disciples sont nommés « Eunomiens ».
Les débats et controverses autour de sa profession de foi et de ses enseignements - la « controverse eunomienne » - constituent la dernière phase de la crise arienne qui déchire le christianisme tout au long du IVe siècle

## Biographie
Né au début du IVe siècle à Dacora en Cappadoce, il étudie la théologie à Alexandrie auprès d'Aèce d'Antioche dont il adopte les opinions. Ayant suivi Aèce, il est ordonné diacre à Antioche avant de se rapprocher d'Eudoxe, patriarche arien de Constantinople. Ses positions inspirent la profession de foi du concile de Sirmium de 357 et Eudoxe le fait accéder l'épiscopat de Cyzique, en Mysie, lors du concile de Constantinople de 360. À cause de ses vues radicales et des plaintes de ses concitoyens, il est déposé dès l'année suivante par l'empereur Constance II.
Il se rend à Constantinople où, pendant les règnes de Julien puis de Jovien, il œuvre à la formation d'un clergé anoméen en compagnie d'Aetius et intronise une série d'évêques. Brièvement exilé en 367 pour avoir accueilli l'usurpateur Procope, il est rapidement rappelé. En juin 383, lors de la réunion des représentants des principaux courants de l’Église organisée par l'empereur Théodose, Eunome soumet une profession de foi, qui fera l'objet d'une Réfutation par Grégoire de Nysse, mais l'empereur n’approuve que les symboles de Nicée (de 325) et de Constantinople (de 381), rejetant tous les autres.
Eunome est exilé par Théodose car il poursuit la profession et l'enseignement de sa propre foi. Après cet exil à Halmyris en Moésie, il s'installe à Chalcédoine puis à Césarée de Cappadoce où ses écrits contre l'ancien évêque Basile le font chasser par la population. Il retourne dans sa ville natale où il finit ses jours et s'éteint en 393.

## Doctrine
Eunome expose que l'essence de Dieu qui est d'être inengendré, est incommunicable par définition, mais ce que le père a communiqué à son fils, c'est son énergie, c'est-à-dire sa puissance créative, sa puissance d'action : ce qui fait du fils l'intermédiaire entre Dieu et le monde créé.
En outre, Eunome fait procéder le Saint-Esprit, qui n'a pas de caractère divin, du Fils seul, rejette les miracles attribués aux martyrs ainsi que le culte des reliques.
Il compose un Livre apologétique vers 360, réfuté par Basile de Césarée (Contre Eunome), puis l'Apologie de l'Apologie (réfutation de l'ouvrage de Basile).
Il a pour opposant principaux, outre Basile de Césarée, les autres personnalités nicéennes de Cappadoce, Grégoire de Nysse, frère de Basile et Grégoire de Nazianze.

### Œuvre
Clavis Patrum Græcorum 3455-3460

### Textes anciens
- Basile de Césarée : Contre Eunome, I : Livre I, Introduction, traduction et notes de Bernard Sesboüé, éd. Cerf, 1982
- Basile de Césarée : Contre Eunome, II, Livres II-III suivi de Eunome : Apologie, Introduction, traduction et notes de Bernard Sesboüé, éd. Cerf, 1983 résumé en ligne

### Biographie
- (de) Carl Rudolf Wilhelm Klose, Geschichte und Lehre des Eumonius, éd. Kiel, 1833

### Études
- Jean Daniélou, « Eunome l'arien et l'exégèse néo-platonicienne du Cratyle », Revue des Études Grecques, t. 69, nos 326-328,‎ juillet-décembre 1956, p. 412-432 (lire en ligne)
- (en) Richard Paul Vaggione, Eunomius: the extant works, Oxford Early Christian Texts, éd. Oxford University Press, 1987
- (en) Richard Paul Vaggione, Eunomius of Cyzicus and the Nicene Revolution, Oxford Early Christian Studies, éd. Oxford University Press, 2001

## Sources partielles
- Roger Pearse, Eunomius: The First Apology. An introduction to the online text., in Early Church Fathers - Additional Texts, 2002, sur le site The Tertullian Project
- Article Eudoxe, in Encyclopedia Britannica, 11e édition, 1911
- Louis Painchaud, Anne Pasquier et Paul-Hubert Poirier, « Ancienne littérature chrétienne et histoire de l’Église », in Laval théologique et philosophique, vol. 52, no 3, 1996, p. 863-909, article en ligne